# Les Wuzzles
Les Wuzzles (Disney's Wuzzles ou The Wuzzles) est une série télévisée d'animation américaine en treize épisodes de 20-26 minutes, produite par les studios Walt Disney Television Animation et diffusée entre le 14 septembre 1985 et le 7 décembre 1985 sur le réseau CBS.
En France, la série a été diffusée à partir du 27 septembre 1986 sur Canal+ puis rediffusée à partir du 28 septembre 1987 sur FR3 dans l'émission Le Disney Channel et sur Canal J.

## Synopsis
L'histoire de plusieurs créatures hybrides sympathiques regroupant deux animaux en un, appelés les Wuzzles, vivant sur l'Île de Wuz. Chaque personnage est donc un mélange de deux espèces différentes et ayant des couleurs joviales.
Sur l'Île de Wuz, les Wuzzles ne sont pas les seuls à être deux en un ; tous les aliments ou les appareils le sont également.

## Distribution

### Voix originales
- Stan Freberg : Narrateur
- Brian Cummings : Bourdonlion
- Henry Gibson : Elekang
- Kathleen Helppie : Papillourse
- Jo Anne Worley : Hipolap
- Alan Oppenheimer : Rhinosinge

### Voix françaises
- Roger Crouzet : Narrateur
- Christian Pélissier : Bourdonlion, Flizard, Brat
- Richard Leblond : Rhinosinge
- Monique Thierry : Elekang
- Dominique Mac Avoy : Hipolap
- Sophie Arthuys : Papillourse
- Françoise Vallon : Fokeland
- Max André : Crocasaurus

## Personnages

### Personnages principaux
- Bourdonlion (Bumblelion) : Mi-abeille, mi-lion ; créature à fourrure orange, avec une crinière rose, des antennes, une queue de lion, des aîles d'insectes et des rayures horizontales sur le corps. Il vit dans une ruche, aime le sport et est très courageux. Elekang et lui sont meilleurs amis.
- Rhinosinge (Rhinokey) : Mi-Rhinocéros, mi-singe ; il a un museau, une corne et des jambes de rhinocéros avec une posture qui ressemble beaucoup à celle d'un singe. Il a une fourrure rose. Rhinosinge est drôle, adore faire des farces, et il peut être aussi désagréable mais il aime profondément ses amis.
- Elekang (Eleroo) : Mi-éléphant, mi-kangourou ; Un des plus grands Wuzzles. Il a un corps et une queue de kangourou mais un tronc et des oreilles d'éléphant. Il a une poche rayée de manière horizontale, et a souvent du mal à se rappeler ce qu'il stock à l'intérieur de celle-ci. Il est doux mais régulièrement exposé aux catastrophes. Lui et Bourdonlion sont meilleurs amis.
- Hipolap (Hoppopotamus) : Mi-hippopotame, mi-lapin ; c'est une femelle hippopotame avec des oreilles de lapin, des dents proéminentes et une queue touffue. Elle a une fourrure bleue avec un ventre violet. Elle adore chanter. Elle peut être très exigeante mais est d'un tempérament doux. Elle a le béguin pour Bourdonlion.

### Personnages méchants
- Les Creepausaures avec :
  - King Crocasaurus (Crock) : Mi-crocodile, mi-dinosaure ; c'est le méchant principal de ce dessin-animé. Il est toujours de mauvaise humeur, paresseux, vil, ignorant, tyrannique. Il veut toujours tout ce que les Wuzzles ont mais ne fait aucun effort pour l'obtenir de lui-même.
  - Brat (Brat) : Mi-dragon, mi-phacochère ; chef acolyte de Crocasaurus, il crache des framboises, pousse des cris et des grognements dans ses discours mais Crocasaurus sait toujours ce qu'il veut. Il est également très paresseux et développer une aversion particulière à l'égard des Wuzzles. Il a souvent des crises de colères. Brat manque cruellement d'intelligence, et son manque d'incompétence fait que Crocasaurus et lui-même sont souvent victimes de leurs propres pièges.
  - Flizard (Frizard) : Mi-grenouille, mi-lézard ; c'est l'autre acolyte de Crocasaurus. Il n'est pas particulièrement intelligent non plus, mais fait des efforts, est plus aimable et relativement plus tolérant à l'égard des Wuzzles même s'il est fidèle à Crocasaurus. Son caractère est celui d'une personne tolérante envers ceux qui ne sont pas proches de lui, mais néanmoins très fidèle à ses amis. Flizard n'apparait pas dans tous les épisodes ; il fait seulement des apparitions ponctuelles.

## Épisodes
1. Le petit taureau volant (Bulls of a Feather)
2. Hollywuz me voilà !! (Hooray for Hollywuz)
3. Bumbelion fait des affaires (In the Money)
4. Titre français inconnu (Crock Around the Clock)
5. Le Monstre (Moosel's Monster)
6. La Folle course (Klutz on the Clutch)
7. Bourdonlion et la forêt terrifiante (Bumblelion and the Terrified Forest)
8. Titre français inconnu (Eleroo's Wishday)
9. Titre français inconnu (Ghostrustlers)
10. Un animal pas comme les autres (A Pest for a Pet)
11. Le Plat principal (The Main Course)
12. Titre français inconnu (Class Dismissed)
13. Titre français inconnu (What's Up, Stox?)

## Commentaires
- La version française du générique de la série est chantée par Douchka Esposito, en tant qu'ambassadrice de Disney en France (1984-1989). La version originale, quant à elle, est interprétée par Stephen Geyer.
- La série a été créée et diffusée au même moment qu'une autre série d'animation signée Disney, Les Gummi (Disney's Adventures of the Gummi Bears ou The Gummi Bears) diffusée sur le réseau NBC, racontant l'histoire d'une bande d'ours anthropomorphes protecteurs vivants dans la forêt.
- Contrairement aux Gummi qui connurent un grand succès aux États-Unis avec six saisons produites, Les Wuzzles ont connu un succès plus mitigé outre-Atlantique ce qui a eu pour conséquence la fin de la série dès la première saison terminée.
- Au Royaume-Uni, Les Wuzzles et Les Gummi furent diffusés sur le même réseau, ITV, et ont toutes deux connu un grand succès auprès des enfants.